# Christian Karembeu
Christian Lali Kake Karembeu (Lifou, Nova Kaledonija, 3. prosinca 1970.) je bivši francuski nogometaš i nacionalni reprezentativac. Danas radi kao skaut londonskog Arsenala te ima udio u jednom pariškom konzorciju koji se poslovno širi na oceansku nogometnu ligu A-League.

## Karijera

### Klupska karijera
Tijekom klupske karijere, Karembeu je bio francuski prvak s Nantesom (1995.) dok je s madridskim Realom osvojio dvije Lige prvaka (1998. i 2000.). Nakon jedne sezone u Middlesbroughu, igrač odlazi u pirejski Olympiacos s kojim osvaja dva uzastopna naslova grčkog prvaka (2002. i 2003.).
Christian Karembeu je profesionalnu karijeru završio 2005. godine u korzikanskoj Bastiji.

### Reprezentativna karijera
Karembeu je bio francuski reprezentativac u razdoblju od 1992. do 2002. godine. U tom plodnom razdoblju, igrač je s reprezentacijom osvojio naslov svjetskog (Francuska 1998.) i europskog (Belgija / Nizozemska 2000.) prvaka te Kup konfederacija (Japan / Južna Koreja 2001.).
Igrač je za Tricolore debitirao 14. studenog 1992. u utakmici protiv Finske. Bio je vitalan član momčadi koja je 1998. godine osvojila svjetski naslov dok je na EURO-u 2000. odigrao samo jednu utakmicu.
Zbog uspjeha ostvarenog 1998., Karembeu je zajedno s reprezentativcima i izbornikom Jacquetom dodijeljen red viteza francuske Legije časti.

#### Pogoci za reprezentaciju
| #  | Datum               | Mjesto              | Protivnik | Pogodak | Rezultat | Natjecanje                            |
| -- | ------------------- | ------------------- | --------- | ------- | -------- | ------------------------------------- |
| 1. | 11. listopada 1995. | Bukurešt, Rumunjska | Rumunjska | 0 : 1   | 1 : 3    | Kvalifikacije za EURO 96' u Engleskoj |

### Trenerska karijera
U svibnju 2006. Karembeu je postao skaut engleskog Portsmoutha. Međutim, u kolovozu 2009. napušta klub te isti posao nastavlja raditi u londonskom Arsenalu koji je proširio skautsku mrežu.

## Privatni život
Christian Karembeu je bio u braku sa slovačkim modelom Adrianom Sklenaříkovom koju je upoznao 1998. u zrakoplovu. Par se vjenčao u prosincu iste godine dok su prekinuli 2011.
9. prosinca 2005. prilikom svečane ceremonije izvlačenja parova za SP u Njemačkoj 2006., Karembeu je dobio čast da predstavlja Oceansku nogometnu konfederaciju (OFC).
Igrač je član udruge "Prvaci za mir" koja okuplja 54 poznata sportaša koji kroz sport služe miru u svijetu. Udrugu je osnovala monegaška organizacija Peace and Sport. Tako je Karembeu u kolovozu 2010. zajedno s osnivačem Joëlom Bouzouom posjetio potresom razoreni Haiti. Svojim posjetom htio je skrenuti pažnju međunarodne zajednice na pomoć koja je potrebna ondašnjem stanovništvu. Također, posjetio je mladež i tamošnje sportske djelatnike.
Karembeu je bio gost u francuskoj dokumentarnoj seriji "Des Iles et des Hommes" koja je prikazivala šest najljepših otoka na svijetu. Spomenuta serija se emitirala 2010. i 2011. na francuskom kanalu Planète koji se bavi dokumentarnim sadržajem.

## Osvojeni trofeji

### Klupski trofeji
| Klub        | Trofej                 | Sezona / godina |
| Francuska   | Francuska              | Francuska       |
| ----------- | ---------------------- | --------------- |
| Nantes      | Francusko prvenstvo    | 1994./95.       |
| Španjolska  |                        |                 |
| Real Madrid | Liga prvaka            | 1997./98.       |
| Real Madrid | Interkontinentalni kup | 1998.           |
| Real Madrid | Liga prvaka            | 1999./00.       |
| Grčka       |                        |                 |
| Olympiacos  | Grčko prvenstvo        | 2001./02.       |
| Olympiacos  | Grčko prvenstvo        | 2002./03.       |

### Reprezentativni trofeji
| Turnir                                     | Trofej | Godina |
| ------------------------------------------ | ------ | ------ |
| SP u Francuskoj                            | Zlato  | 1998.  |
| EP u Nizozemskoj i Belgiji                 | Zlato  | 2000.  |
| Kup konfederacija u Japanu i Južnoj Koreji | Zlato  | 2001.  |

### Individualni trofeji
| Trofej                    | Godina |
| ------------------------- | ------ |
| Oceanski nogometaš godine | 1995.  |
| Oceanski nogometaš godine | 1998.  |